# Känerkinden
Känerkinden es una comuna suiza del cantón de Basilea-Campiña, situada en el distrito de Sissach. Limita al norte con la comuna de Wittinsburg, al este con Buckten, al sur con Läufelfingen, y al oeste con Diegten.

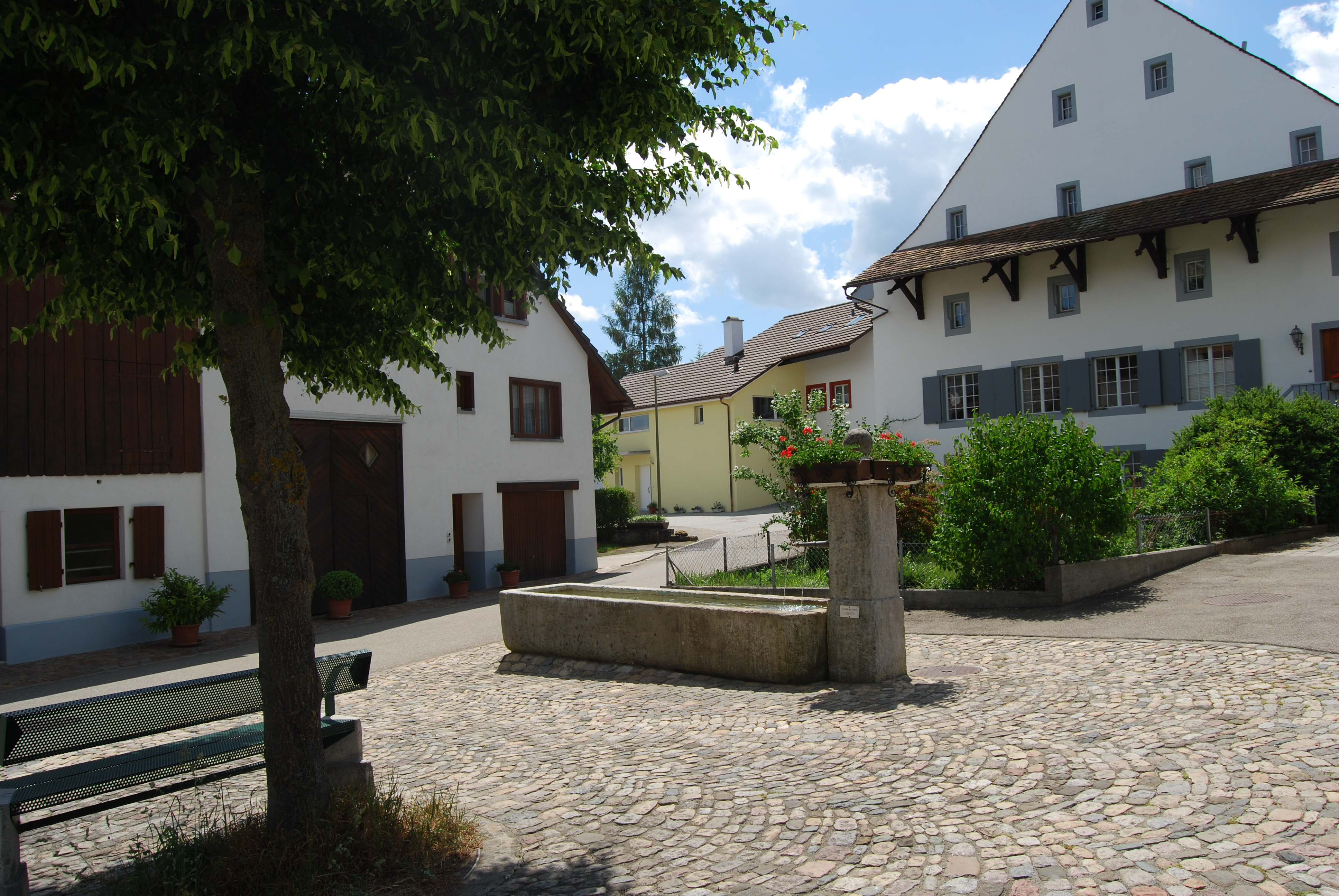
Känerkinden